# Ost (Zwickau)
Ost ist ein Stadtbezirk von Zwickau und liegt im Osten der Stadt.
Zu dem Stadtbezirk gehören die Stadtteile Auerbach, Pöhlau, Eckersbach Siedlung, Eckersbach E 5-I, Eckersbach E 5-II, Eckersbach E 1 – E 4, Gebiet Talstraße/Trillerberg, Gebiet Äußere Dresdner Straße / Pöhlauer Straße (Ostvorstadt).